# Терновое (Волгоградская область)
Терновое — село в Еланском районе Волгоградской области России, административный центр и единственный населённый пункт Терновского сельского поселения.
Население — 713 (2021)

## История
На карте Западной части России Шуберта, 1826 — 1840 годов, населённый пункт обозначен как хутор Большой Терновский, хутор входил в состав Аткарского уезда Саратовской губернии. На карте Европейской России и Кавказского края 1862 году населённый пункт обозначен как хутор Большая Терновка. Согласно Схематической карте Аткарского уезда 1912 года населённый пункт отмечен как слобода Терновая, населённый пункт являлся волостным селом. Согласно Списку населённых мест Аткарского уезда 1914 года (по сведениям за 1911 год) слободу Терновую населяли бывшие крепостные крестьяне Нарышкина, великороссы, всего 1 755 мужчин и 1 699 женщин. В слободе имелись церковь, земская и церковная школы
В 1921 году Терновская волость перечислена из Аткарского уезда в новый Еланский уезд. В 1923 году в связи с упразднением Еланского уезда волость включена в состав Еланской волости Балашовского уезда
В 1928 году село Терновое включено в состав Еланского района Камышинского округа (упразднён в 1930 году) Нижне-Волжского края (с 1934 года — Сталинградского края, с 1936 года — Сталинградской области). Село являлось центром Терновского сельсовета.

## География
Село находится в пределах Хопёрско-Бузулукской равнины, являющейся южным окончанием Окско-Донской низменности, на левом берегу реки Терсы, на высоте около 120 метров над уровнем моря. В северной части села расположено озеро Ильмень.
Почвы: чернозёмы обыкновенные и чернозёмы южные.
По автомобильным дорогам расстояние до областного центра города Волгоград составляет 340 км, до районного центра рабочего посёлка Елань — 18 км.
Климат
Климат умеренный континентальный (согласно классификации климатов Кёппена — Dfb). Многолетняя норма осадков — 459 мм. В течение города количество выпадающих атмосферных осадков распределяется относительно равномерно: наибольшее количество осадков выпадает в июне — 54 мм, наименьшее в марте — 23 мм. Среднегодовая температура положительная и составляет + 6,2 °С, средняя температура самого холодного месяца января −10,0 °С, самого жаркого месяца июля +21,6 °С.
Часовой пояс
Терновое, как и вся Волгоградская область, находится в часовой зоне МСК (московское время). Смещение применяемого времени относительно UTC составляет +3:00.

## Население
Динамика численности населения по годам:
| 1859 | 1897 | 1911 | 1987  | 2002 |
| ---- | ---- | ---- | ----- | ---- |
| 2313 | 2718 | 3454 | ≈1200 | 1172 |

| 2010 | 2012 | 2013 | 2014 | 2015 | 2016 | 2017 |
| ---- | ---- | ---- | ---- | ---- | ---- | ---- |
| 880  | ↘879 | ↘865 | ↘845 | ↘827 | ↘800 | ↘792 |
| 2018 | 2019 | 2020 | 2021 |      |      |      |
| ↘766 | ↘759 | ↘736 | ↘713 |      |      |      |